# Stare Babice
Stare Babice is een dorp in het Poolse woiwodschap Mazovië, in het district Warszawski zachodni. De plaats maakt deel uit van de gemeente Stare Babice en telt 1500 inwoners.